# Lago Ranco
Lago Ranco is een gemeente in de Chileense provincie Ranco in de regio Los Ríos. Lago Ranco telde 9.896 inwoners in 2017 en heeft een oppervlakte van 1763 km².
- Virtual International Authority File: 197145858090923021902